# Nesobiella hospes
Nesobiella hospes är en insektsart som först beskrevs av Perkins in Sharp 1899.  Nesobiella hospes ingår i släktet Nesobiella och familjen florsländor. Inga underarter finns listade i Catalogue of Life.